# Европско првенство у атлетици на отвореном 1962 — 400 метара препоне за мушкарце
Такмичење у трци на 400 метара са препонеу у мушкој конкуренцији на 7. Европском првенству у атлетици 1962. одржано је 12., 13. и 14. септембрау Београду на стадиону ЈНА.
Титулу освојену у Стокхолму 1958, није бранио Јуриј Литујев из СССР-а.

## Земље учеснице
Учествовало је 22 такмичара из 15 земаља. 
1. Аустрија (1)
2. Белгија (1)
3. Бугарска (1)
4. Грчка (1)
5. Италија (1)
6. Немачка (3)
7. Норвешка (1)
8. Пољска (1)
9. Румунија (1)
10. Совјетски Савез (3)
11. Турска (1)
12. Уједињено Краљевство (3)
13. Финска (2)
14. Француска (1)
15. Швајцарска (1)

## Рекорди
| Рекорди пре почетка Европског првенства 1962.     | Рекорди пре почетка Европског првенства 1962. | Рекорди пре почетка Европског првенства 1962. | Рекорди пре почетка Европског првенства 1962. | Рекорди пре почетка Европског првенства 1962. | Рекорди пре почетка Европског првенства 1962. |
| ------------------------------------------------- | --------------------------------------------- | --------------------------------------------- | --------------------------------------------- | --------------------------------------------- | --------------------------------------------- |
| Светски рекорд                                    | Глен Дејвис                                   | Сједињене Државе                              | 49,2                                          | Будимпешта, Мађарска                          | 6. август 1958.                               |
| Европски рекорд                                   | Салваторе Морале                              | Италија                                       | 49,7                                          | Рим, Италија                                  | 15. октобар 1961.                             |
| Рекорди европских првенстава                      | Анатолиј Јулин                                | Совјетски Савез                               | 50,5                                          | Берн, Швајцарска                              | 29. август 1954.                              |
| Рекорди после завршетка Европског првенства 1962. |                                               |                                               |                                               |                                               |                                               |
| Рекорди европских првенстава                      | Салваторе Морале                              | Италија                                       | 50,0                                          | Београд, Југославија                          | 13. септембар 1962.                           |
| Светски рекорд                                    | Салваторе Морале                              | Италија                                       | 49,2                                          | Београд, Југославија                          | 14. октобар 1962.                             |
| Европски рекорд                                   | Салваторе Морале                              | Италија                                       | 49,2                                          | Београд, Југославија                          | 14. октобар 1962.                             |
| Рекорди европских првенстава                      | Салваторе Морале                              | Италија                                       | 49,2                                          | Београд, Југославија                          | 14. октобар 1962.                             |

## Освајачи медаља
|                          |                     |                     |
| Салваторе Морале Италија | Јерг Нојман Немачка | Хелмут Јанц Немачка |

## Сатница
| Датум               | Време | Ниво          |
| ------------------- | ----- | ------------- |
| 12. септембар 1962. | 16:50 | Квалификације |
| 13. септембар 1962. | -     | Полуфинале    |
| 14. септембар 1962. | 20:45 | Финале        |

## Резултати

### Квалификације
У полуфинале су се квалификовала по три првопласирана из сваке групе (КВ). Биле су четири групе.

| Пласман | Група | Атлетичар                | Земља                | Резултат | Белешке |
| ------- | ----- | ------------------------ | -------------------- | -------- | ------- |
| 1.      | 1     | Јерг Нојман              | Немачка              | 51,0     | КВ      |
| 2.      | 2     | Салваторе Морале         | Италија              | 51,4     | КВ      |
| 3.      | 3     | Edmond Van Praagh        | Француска            | 51,4     | КВ, НР  |
| 4.      | 2     | Boris Kryunov            | СССР                 | 51,7     | КВ      |
| 5.      | 4     | Василиј Анисимов         | СССР                 | 51,8     | КВ      |
| 6.      | 1     | Valeriu Jurcă            | Румунија             | 52,0     | КВ      |
| 7.      | 3     | Georgiy Chevychalov      | СССР                 | 52,0     | КВ      |
| 8.      | 3     | Јоаким Сингер            | Немачка              | 52,0     | КВ      |
| 9.      | 4     | Бруно Галикер            | Швајцарска           | 52,2     | КВ      |
| 10.     | 2     | Јуси Ринтамеки           | Финска               | 52,4     | КВ      |
| 11.     | 3     | Џон Купер                | Уједињено Краљевство | 52,4     |         |
| 12.     | 3     | Zdzisław Kumiszcze       | Пољска               | 52,6     |         |
| 13.     | 1     | Хелмут Хајд              | Аустрија             | 52,7     |         |
| 14.     | 1     | Хану Ехониеми            | Финска               | 52,8     |         |
| 15.     | 2     | Chris Surety             | Уједињено Краљевство | 52,8     | КВ      |
| 16.     | 4     | Хелмут Јанц              | Немачка              | 52,8     | КВ      |
| 17.     | 2     | Димитар Димитров         | Бугарска             | 53,1     |         |
| 18.     | 4     | Робин Вудленд            | Уједињено Краљевство | 53,1     |         |
| 19.     | 2     | François Van Cauwenbergh | Белгија              | 53,5     |         |
| 20.     | 4     | Јан Губрандсен           | Норвешка             | 53,8     |         |
| 21.     | 1     | Фахир Озгуден            | Турска               | 54,4     |         |
| 22.     | 2     | Атанасиос Милонопулос    | Грчка                | 54,9     |         |

### Полуфинале
У финале су се квалификовала по три првопласирана из сваке групе (КВ). Биле су две групе.
| Пласман | Група | Атлетичар           | Земља                | Резултат | Белешке |
| ------- | ----- | ------------------- | -------------------- | -------- | ------- |
| 1.      | 1     | Салваторе Морале    | Италија              | 50,0     | КВ, РЕП |
| 2.      | 1     | Јерг Нојман         | Немачка              | 50,6     | КВ      |
| 3.      | 1     | Boris Kryunov       | СССР                 | 50,9     | КВ      |
| 4.      | 2     | Василиј Анисимов    | СССР                 | 51,0     | КВ      |
| 5.      | 2     | Јуси Ринтамеки      | Финска               | 51,0     | КВ      |
| 6.      | 2     | Хелмут Јанц         | Немачка              | 51,1     | КВ      |
| 7.      | 1     | Edmond Van Praagh   | Француска            | 51,3     | НР      |
| 8.      | 1     | Бруно Галикер       | Швајцарска           | 51,3     |         |
| 9.      | 1     | Јоаким Сингер       | Немачка              | 51,4     |         |
| 10.     | 2     | Georgiy Chevychalov | СССР                 | 51,6     |         |
| 11.     | 2     | Chris Surety        | Уједињено Краљевство | 52,0     |         |
| 12.     | 2     | Valeriu Jurcă       | Румунија             | 52,8     |         |

### Финале
| Пласман | Атлетичар        | Земља   | Резултат | Белешке     |
| ------- | ---------------- | ------- | -------- | ----------- |
|         | Салваторе Морале | Италија | 49,2     | СР, РЕП, НР |
|         | Јерг Нојман      | Немачка | 50,3     |             |
|         | Хелмут Јанц      | Немачка | 50,5     |             |
| 4.      | Јуси Ринтамеки   | Финска  | 50,8     |             |
| 5.      | Boris Kryunov    | СССР    | 51,3     |             |
| 6.      | Василиј Анисимов | СССР    | 54,2     |             |